# Auferstanden aus Ruinen
Auferstanden aus Ruinen (en français « Ressuscitée des ruines ») est l'hymne national de la République démocratique allemande (RDA) depuis la création de celle-ci en 1949 jusqu'à la réunification allemande de 1990. Les paroles sont de Johannes R. Becher et la musique de Hanns Eisler.
Un autre hymne très connu en RDA était le poème de Bertolt Brecht « Anmut sparet nicht noch Mühe », dont la mise en musique, écrite aussi par Hanns Eisler, est connue sous le nom de Kinderhymne, l'hymne des enfants.

## Histoire
Écrit et composé en 1949, le titre de l'hymne fait référence aux destructions qu'a subies l'Allemagne de l'Est (et plus largement toute l'Allemagne) durant la fin de la Seconde Guerre mondiale, et qui furent causées notamment par les Alliés (bataille de Berlin, bombardement de Dresde et d'autres villes). Il a été adopté dès la création de la RDA, État mis en place sur le territoire de l'ex-zone d'occupation soviétique en Allemagne.
Les paroles faisant référence à une Allemagne unie (« Deutschland, einig Vaterland », en français « Allemagne, patrie unie ») sont devenues ambiguës à partir de 1973 avec l'adoption du traité fondamental actant la reconnaissance mutuelle des deux Allemagnes (RFA et RDA), ne permettant donc pas à une des deux parties de s'approprier la représentation exclusive d'une Allemagne unie. De ce fait, à partir de ce moment, seule la mélodie fut jouée durant les cérémonies officielles. Jamais de nouvelles paroles ne furent écrites et la version originale continua à être utilisée officieusement.
Lors du processus de la réunification allemande en 1990 faisant suite à la chute du mur de Berlin l'année précédente, le premier ministre est-allemand de l'époque Lothar de Maizière a proposé à son homologue de l'Allemagne de l'Ouest Helmut Kohl d'introduire les paroles  d'Auferstanden aus Ruinen sur la mélodie du Deutschlandlied, hymne de l'Allemagne de l'Ouest, pour former l'hymne de l'Allemagne unifiée. Mais Kohl a refusé.

## Paroles
| Paroles originales | Traduction en français | Transcription API |

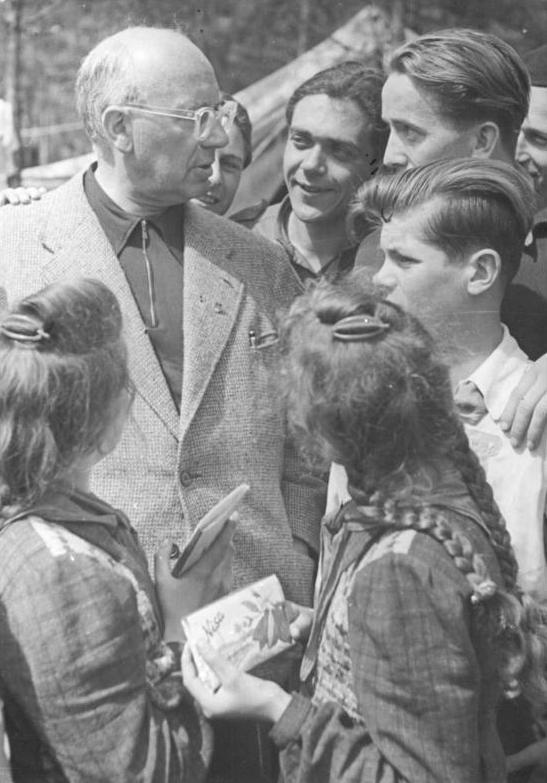
Johannes R. Becher.

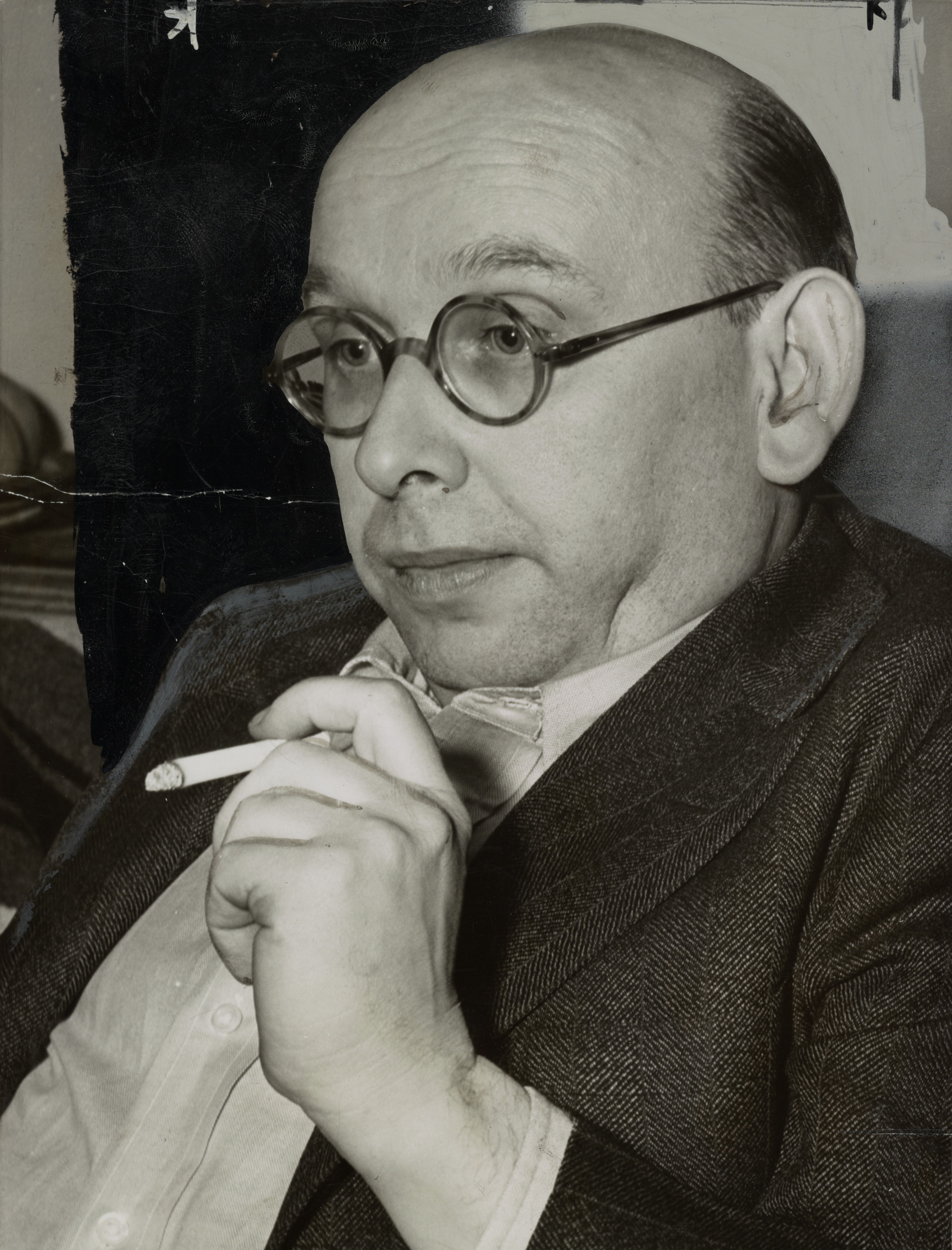
Hanns Eisler.

| Auferstanden aus Ruinen Und der Zukunft zugewandt, Lass uns dir zum Guten dienen, Deutschland, einig Vaterland. Alte Not gilt es zu zwingen, Und wir zwingen sie vereint, Denn es muss uns doch gelingen, Dass die Sonne schön wie nie 𝄆 Über Deutschland scheint. 𝄇 Glück und Friede sei beschieden Deutschland, unserm Vaterland. Alle Welt sehnt sich nach Frieden, Reicht den Völkern eure Hand. Wenn wir brüderlich uns einen, Schlagen wir des Volkes Feind. Lasst das Licht des Friedens scheinen, Dass nie eine Mutter mehr 𝄆 Ihren Sohn beweint. 𝄇 Lasst uns pflügen, lasst uns bauen, Lernt und schafft wie nie zuvor, Und der eignen Kraft vertrauend, Steigt ein frei Geschlecht empor. Deutsche Jugend, bestes Streben Unsres Volks in dir vereint, Wirst du Deutschlands neues Leben, Und die Sonne schön wie nie 𝄆 Über Deutschland scheint. 𝄇 | Ressuscitée des ruines et tournée vers l'avenir, laisse-nous te servir pour atteindre le bien, Allemagne, patrie unie. Une misère ancienne est à vaincre et nous la vaincrons réunis. Car il nous faut y arriver, que le soleil beau comme jamais brille sur l'Allemagne (bis) Qu'avec bonheur et avec paix soit bénie l'Allemagne, notre patrie. Le monde entier aspire à la paix, tendez la main aux peuples. Si nous nous réunissons fraternellement, nous battrons l'ennemi du peuple. Faites briller la lumière de la paix, pour que jamais plus une mère ne pleure son fils (bis) Labourons, bâtissons, apprenez et travaillez comme jamais avant. Et avec confiance en sa propre force une génération libre se lèvera. Jeunesse allemande, les meilleures ambitions de notre peuple en toi réunies, tu seras la nouvelle vie de l'Allemagne et le soleil beau comme jamais brillera sur l'Allemagne (bis) | [ˈaʊfɐˌʃtandən aʊs ʁuːˈiːnən] [ʊnt deːɐ̯ ˈtsuːkʊnft ˈtsuːgəvant] [las ʊns diːɐ̯ tsʊm ˈguːtn̩ ˈdiːnən] [ˈdɔʏtʃlant ˈaɪnɪç ˈfaːtɐlant] [ˈaltə noːt gɪlt ɛs tsuː ˈtsvɪŋən] [ʊnt viːɐ̯ ˈtsvɪŋən ziː ˈfɛɐ̯aɪnt] [dɛn ɛs mʊs ʊns dɔx gəˈlɪŋən] [das diː ˈzɔnə ʃøːn viː niː] 𝄆 [ˈyːbɐ ˈdɔʏtʃlant ʃaɪnt] 𝄇 [glʏk ʊnt ˈfʁiːdə zaɪ bəˈʃiːdən] [ˈdɔʏtʃlant ˈʊnzɐm ˈfaːtɐlant] [ˈalə vɛlt zeːnt zɪç naːx ˈfʁiːdən] [ʁaɪçt deːn ˈfœlkɐn ˈɔʏʁə hant] [vɛn viːɐ̯ ˈbʁyːdɐlɪç ʊns ˈaɪnən] [ˈʃlaːgən viːɐ̯ dɛs ˈfɔlkəs faɪnt] [last das lɪçt dɛs ˈfʁiːdəns ʃaɪnən] [das niː ˈaɪnə ˈmʊtɐ meːɐ] 𝄆 [ˈiːʁən zoːn bəˈvaɪnt] 𝄇 [last ʊns ˈpflyːgən last ʊns ˈbaʊən] [lɛɐ̯nt ʊnt ʃaft viː niː ˈtsuːfoːɐ̯] [ʊnt deːɐ̯ ˈaɪgnən kʁaft fɛɐ̯ˈtʁaʊənt] [ʃtaɪkt aɪn fʁaɪ gəˈʃlɛçt ɛmˈpoːɐ̯] [ˈdɔʏtʃə ˈjuːgənt ˈbəstəs ˈʃtʁeːbən] [ˈʊnsʁəs fɔlks ɪn diːɐ̯ ˈfɛɐ̯aɪnt] [vɪɐ̯st duː ˈdɔʏtʃlants ˈnɔʏəs ˈleːbən] [ʊnt diː ˈzɔnə ʃøːn viː niː] 𝄆 [ˈyːbɐ ˈdɔʏtʃlant ʃaɪnt] 𝄇 |

## Postérité
L'écrivain suisse Slobodan Despot évoque l'hymne est-allemand en ces termes, dans son roman Le Rayon bleu (Éditions Gallimard, 2017, collection NRF, p. 15) : 

« Lorsqu[e les petits Allemands de l'Est] entonnaient leur hymne sublime, qu'on aurait cru écrit par Beethoven lui-même, Kouzmine [personnage de fiction] sentait la peau de son échine se dresser. Un sanglot lui monte à la gorge chaque fois qu'il longe cette entrée ornée d'immenses doubles-croches, de dièses et de clefs de sol. // Auferstanden aus Ruinen / Und der Zukunft zugewandt… »